# Kendrell Bell
Kendrell Alexander Bell (Augusta, 2 luglio 1980) è un ex giocatore di football americano statunitense che ha giocato nel ruolo di linebacker nella National Football League. Al college ha giocato a football alla Università della Georgia.

## Carriera professionistica
Bell fu scelto dai Pittsburgh Steelers nel corso del secondo giro (39º assoluto) del Draft NFL 2001. Partì come titolare in tutte le 16 gare della stagione degli Steelers che terminarono con un record di 13-3, il migliore della AFC. Bell terminò con 83 tackle e 9 sack, venendo premiato come rookie difensivo dell'anno. Nel divisional round dei play-off gli Steelers batterono i Baltimore Ravens 27-10. La settimana successiva affrontarono i New England Patriots, con Bell che fece registrare 8 tackle, un sack e 2 passaggi deviati. Malgrado la sua notevole prestazione, la sua squadra perse 24-17. Nel 2002, Bell si infortunò nella prima partita contro New England, saltando le successive quattro partite. Terminò l'annata con 50 tackle e 4 sack. Gli Steelers terminarono con un record di 10-5-1, affrontando i Cleveland Browns nel primo turno di playoff. In una vittoria rimonta per 36-33, Bell mise a segno 9 tackle ma un infortunio al ginocchio mise in dubbio la sua presenza nel turno successivo contro i Tennessee Titans. Anche se infortunato, Bell finì comunque col partire come titolare, ma mise a segno solo 2 tackle prima di uscire per infortunio dalla gara poi persa. Nel 2003 terminò con un primato in carriera di 99 tackle, oltre a 5 sack, in una stagione in cui la sua squadra terminò con un record di 6-10. Nel 2004, Bell si infortunò ancora al ginocchio e non entrò in campo prima della settimana 9. Disputò tre partite prima di infortunarsi nuovamente nelle settimana 11. A fine anno fu svincolato, firmando coi Kansas City Chiefs, dove disputò tre stagioni mediocri in cui gli infortuni gli impedirono di avere lo stesso impatto avuto a Pittsburgh. Si ritirò dopo la stagione 2007.

## Palmarès
- Convocazioni al Pro Bowl: 1

2001
- Second-team All-Pro: 1

2001
- Rookie difensivo dell'anno - 2001
- PFWA All-Rookie Team - 2001

## Statistiche
| Tackle     | 338  |
| Sack       | 20,5 |
| Intercetti | 1    |